# 顏永烈
顏永烈（1979年7月19日—），原名顏哲修，2013年改名為顏永烈，台灣節目主持人、男演員，出生於台灣臺北縣永和市（今新北市永和區），曾主持《食尚玩家》、《食尚玩家－就要醬玩》、《愛玩客》，現為《鬧著玩》主持人。

## 演藝經歷
在2012年暑假播出的《食尚玩家 鐵道大富翁》遊戲中，顏永烈與莎莎組成修理莎窗夏日限定組合，和浩角翔起共同主持，播出後創下《食尚玩家》開播以來的收視率最好成績2.01；顏永烈也隨著節目播出成為《食尚玩家》主持人之一。2012年年底，莎莎因身體健康因素暫停《食尚玩家》的主持工作，於是顏永烈與郭彥甫組成到甫維修共同主持。之後2moro和《食尚玩家》製作團隊鬧不和，到甫維修因而解散。後來在面試過程中，《食尚玩家》製作團隊喜歡米可白的表現，讓她加入食尚玩家主持群，和顏永烈組成米修米修。之後米可白退出，愷樂（蝴蝶姐姐）加入《食尚玩家》主持群，和顏永烈組成樂烈歡迎 (前稱蝶蝶不修 )。2016年顏永烈除持續主持食尚玩家之外，也同時新闢〈就要醬玩〉節目線，並為世大運主持宣導節目〈七淘尬運動〉。同年底並和曾子余組成好大一團173Club，發行合唱單曲，並登上新北耶誕晚會萬人舞台。

## 主持節目
| 年份                       | 頻道               | 節目名稱           |
| -------------------------- | ------------------ | ------------------ |
| 2022年－至今               | 三立台灣台         | 寶島神很大         |
| 2020年4月6日－至今         | 三立都會台         | 婆媳當家           |
| 2019年9月16日－至今        | Yahoo、Youtube、IG | 鬧著玩             |
| 2018年4月－2020年3月31日   | 三立都會台         | 愛玩客之移動廚房   |
| 2016年7月5日－2017年8月1日 | TVBS歡樂台         | 食尚玩家－就要醬玩 |
| 2014年5月－2014年12月      | TVBS歡樂台         | 鎖碼新聞           |
| 2012年7月－2018年2月       | TVBS歡樂台         | 食尚玩家           |

## 電視劇
| 年 度 | 播出頻道        | 劇 名            | 飾 演  |
| ----- | --------------- | ---------------- | ------ |
| 2013  | 中視            | 媽，親一下！     | 林威海 |
| 2018  | 台視 三立都會台 | 三明治女孩的逆襲 | 查理   |
| 2018  | 台視 三立都會台 | 高校英雄傳       | 根旺   |
| 2019  | 台視 三立都會台 | 月村歡迎你       | 吳先生 |
| 2020  | KKTV            | 饞上你           | Ray    |
| 2022  | 華視 三立都會台 | 門當互懟愛上你   | 周亞伯 |

## 音樂作品

### 單曲
| 歌曲           | 備註                                    |
| -------------- | --------------------------------------- |
| Boom Boom Boom | 與173 CLUB：曾子余合唱，新北耶誕城 2016 |

## 參與節目
食尚玩家馬爾地夫篇、峇里島篇、紐西蘭篇、義大利篇、希臘篇、香港篇、日本篇…等等。
2011年 食尚玩家 夏日熱鬪篇跳島旅行接力賽-小琉球篇 值星官
在小琉球篇擔任宣佈任務的值星官，對主持人莎莎遊戲過程中十分嚴格並堅持不放水，被浩角翔起封為“耳朵最硬值星官”。
2012年 食尚玩家 夏日熱鬪篇真硬鐵道大富翁-修理莎窗
以火車為主要交通工具，由台北車站作起點，使用擲骰子的方式決定目的地，限時四天內進行環島遊，每到一站需要完成一些任務，兩組人馬(浩角翔起、莎莎台客修)誰先回到台北就是勝利者。
2013年 食尚玩家 亞洲最強六大城市PK ㄨㄚ係背包王-到甫維修
2013年4月TVBS歡樂台播映中，由浩角翔起與到甫維修二隊進行比賽，各自前往三個城市遊玩並計算花費，最後統計兩隊的總花費金額，將由與製作單位設定金額最接近者獲勝，輸方將至澳門旅遊塔高空彈跳處罰。
2013年 食尚玩家 2013年夏日熱鬥篇命運規劃局由您說了算-到甫維修
遊戲時間為 2013年5月16日（四）~2013年5月19日（日），為期四天，每天10:00~20:00 在製作單位選出五十個台北捷運並在各站設置不同任務，由網友們在遊戲活動時間內至網頁進行投票，開放投票時間不定期（一日數回），票數最高的站即為比賽隊伍前進地點並進行該站任務。每回合以此類推，在規定時間內攻佔站數最多之隊伍即獲勝。首播日期為2013年7月1日  晚上十點。
2014年 食尚玩家 2014年夏日熱鬥篇ㄨㄚ係總鋪師-莎樂烈
2015年 食尚玩家 2015年夏日熱鬥篇誰是賓果王-莎樂烈
2016年 食尚玩家 2016年夏日熱鬥篇命運誰是撲克王-莎烈輝余
2017年 食尚玩家 2017年夏日熱鬥篇決戰積分點-莎輝烈 變成-翔烈余
2022年 衛視中文台台視 Netflix 嗨！營業中

## 廣告活動
2013年 高雄國際旅展 -阿松與台客修
二人在開幕式上擔綱主持人，馬英九總統為到場佳賓。
2013年《翻滾吧！骰子》JoyBomb線上休閒遊戲--阿松與台客修
參與名人試煉賽。
2013年7-SELECT 涼感衣廣告 
播放於店面小電視。
2013年德國施巴ph5.5 防曬保濕霜SPF50 
刊登於食尚玩家 雙周刊 NO.269期。

## 報導雜誌
1.FHM男人幫國際中文版4月號(2013年154期) P.40 漂撇查埔郎！
從製作人變成《食尚玩家》主持人的顏永烈，憑著帥俏的臉龐，迅速累積大量粉絲，但是面對FHM的刁鑽問題，長得帥有用嗎？
2.TVBS周刊 NO.796期 台客修搞曖昧 和浩子牽手去結紮
《食尚玩家》台客修與浩子爆「蛋蛋危機」，原本想子女聯姻的兩人，卻因都生下兒子而結不成姻親，日前竟還爆出台客修與浩子手牽手去診所做節育結紮手術，不免讓人對這段男男情誼感到好奇。
3.台灣壹周刊 第621期 星登場 素人扶正 阿松 台客修下戰帖嗆浩角翔起
越來越多素人因為經常出現在節目中，爆紅程度讓主持人備感威脅。TVBS歡樂台《食尚玩家》節目的製作人的台客修雖然長相帥氣，但曾在節目中大膽穿起女裝露出纖細美腿，讓收視狂飆至2.93％，網友誇他比莎莎還有女人味。

## 外部連結
- 顏永烈的Facebook專頁